# Episodi di The Adventures of Ozzie and Harriet (undicesima stagione)
L'undicesima stagione della serie televisiva The Adventures of Ozzie and Harriet è stata trasmessa in anteprima negli Stati Uniti d'America dalla ABC tra il 27 settembre 1962 e il 6 giugno 1963.
| nº | Titolo originale              | Titolo italiano | Prima TV USA      | Prima TV Italia |
| -- | ----------------------------- | --------------- | ----------------- | --------------- |
| 1  | Rick and the Maid of Honor    |                 | 27 settembre 1962 |                 |
| 2  | Mrs. Bradford's Recipe        |                 | 4 ottobre 1962    |                 |
| 3  | The Apartment                 |                 | 11 ottobre 1962   |                 |
| 4  | Rick and the Sculptress       |                 | 18 ottobre 1962   |                 |
| 5  | The Trip to Mexico            |                 | 25 ottobre 1962   |                 |
| 6  | The Tigers Go to a Dance      |                 | 1º novembre 1962  |                 |
| 7  | The Women's Club Play         |                 | 8 novembre 1962   |                 |
| 8  | Rick Sends a Picture          |                 | 15 novembre 1962  |                 |
| 9  | Rick, the Host                |                 | 22 novembre 1962  |                 |
| 10 | Losing Miss Edwards           |                 | 29 novembre 1962  |                 |
| 11 | An Old Friend of June's       |                 | 13 dicembre 1962  |                 |
| 12 | Game Inventors                |                 | 27 dicembre 1962  |                 |
| 13 | Rick and the Boat Model       |                 | 3 gennaio 1963    |                 |
| 14 | June and the Great Outdoors   |                 | 10 gennaio 1963   |                 |
| 15 | The Girl at the Ski Lodge     |                 | 17 gennaio 1963   |                 |
| 16 | Roadside Courtesy             |                 | 31 gennaio 1963   |                 |
| 17 | Dave and the Teenager         |                 | 7 febbraio 1963   |                 |
| 18 | The Adventurers               |                 | 14 febbraio 1963  |                 |
| 19 | The Goat                      |                 | 28 febbraio 1963  |                 |
| 20 | Any Date in a Storm           |                 | 7 marzo 1963      |                 |
| 21 | Decorating Dave's Office      |                 | 21 marzo 1963     |                 |
| 22 | Publicity for the Fraternity  |                 | 28 marzo 1963     |                 |
| 23 | Women's Club Bazaar           |                 | 4 aprile 1963     |                 |
| 24 | Dave's Law Office             |                 | 11 aprile 1963    |                 |
| 25 | Dave and the Fraternity Lease |                 | 18 aprile 1963    |                 |
| 26 | June Music Festival           |                 | 6 giugno 1963     |                 |